# STS-68
STS-68 — шестьдесят пятый старт в рамках программы Спейс Шаттл и 7-й космический полёт Индевор, произведён 30 сентября 1994 года. Второй полёт шаттла с Космической радарной лабораторией (SRL-2), предназначенной для отработки системы всепогодного радиолокационного зондирования. Астронавты провели в космосе около 11 суток и благополучно приземлились на Авиабазе Эдвардс 11 октября 1994 года.

## Экипаж
- (НАСА): Майкл Бейкер (Michael Allen Baker) (3)[3] — командир;
- (НАСА): Терренс Уилкатт (Terrence Wade Wilcutt) (1) — пилот;
- (НАСА): Томас Дейвид Джоунс (Thomas David Jones) (2) — командир полезной нагрузки, специалист полёта 4;
- (НАСА): Стивен Ли Смит (Steven Lee Smith) (1) — специалист полёта 1;
- (НАСА): Дэниел Уилер Бурш (Daniel Wheeler Bursch) (2) — специалист полёта 2;
- (НАСА): Питер Джеффри Келси Уайсофф (Peter Jeffrey Kelsey Wisoff) (2) — специалист полёта 3.

## Описание полёта

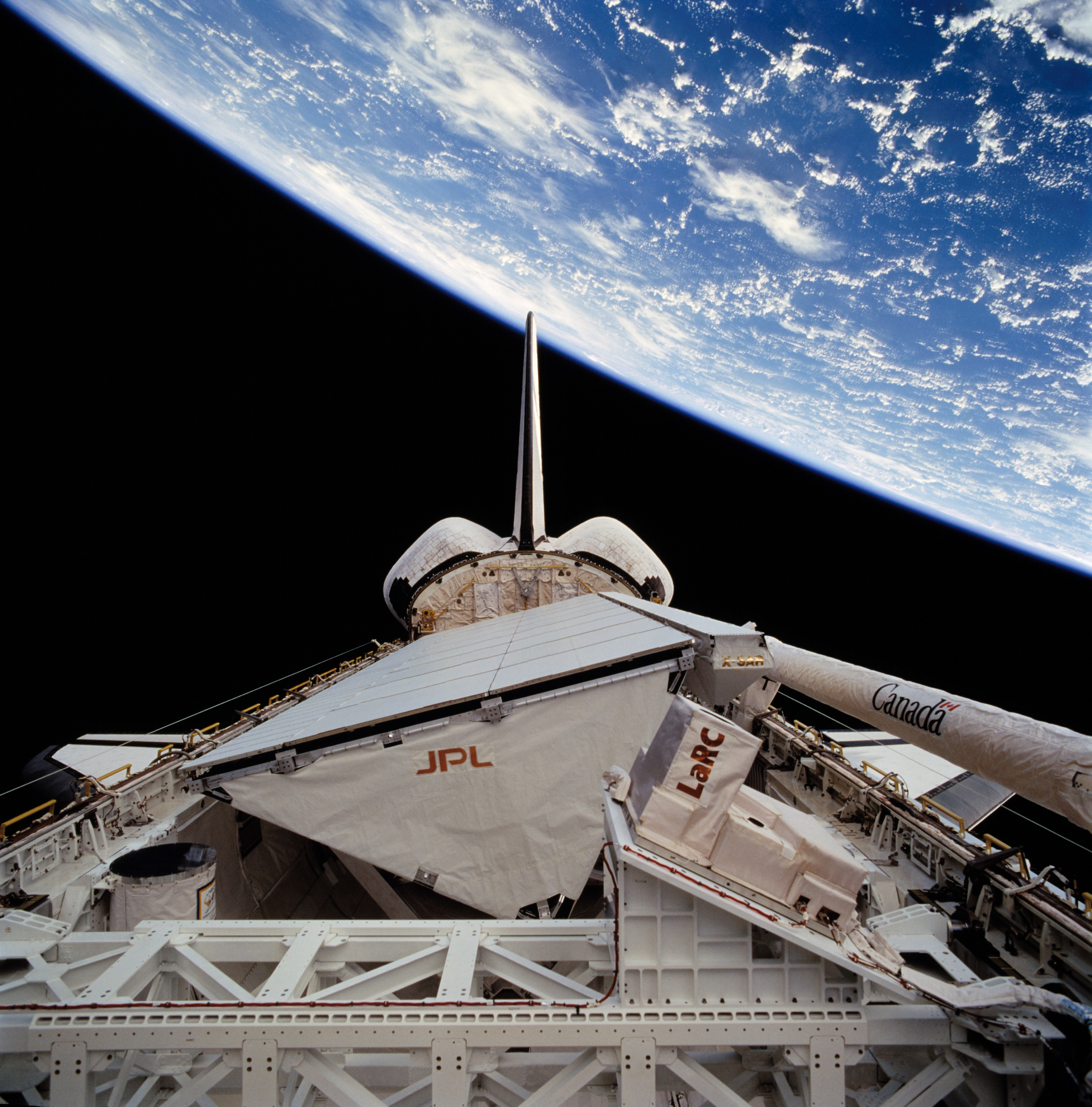
Вид на грузовой отсек «Индевора»

## Параметры полёта
- Вес: 15 250 кг (полезная нагрузка)
- Перигей: 241 км
- Апогей: 241 км
- Наклонение: 39,0°
- Период обращения: 89,7 мин